# Нижняя Тёя
Ни́жняя Тёя (хак. Индеркi Тӧӧ) — деревня на юге Аскизского района Хакасии, находится в 45 км от райцентра — села Аскиз.
Расстояние до ближайшей железнодорожной станции Усть-Есь — 16 км. Нижняя Тёя расположена на правом берегу реки Тёя, на высоте около 435 м над уровнем моря.
Число хозяйств — 160, население — 528 чел. (на 1 января 2004 года), хакасы.
Образована в 1926 году. Основное предприятие — сельскохозяйственный кооператив «Кӧк хаа» (производство зерновых: пшеница, овёс, ячмень).
Имеются средняя общеобразовательная школа, библиотека, памятник воинам-землякам, погибшим в годы Великой Отечественной войны.

## Население
| 2002 | 2010 |
| ---- | ---- |
| 521  | ↘433 |